# Mark Tacher
Mark Tacher Feingold, né à Mexico (Mexique) le 15 septembre 1977, est un acteur mexicain, aussi musicien, chanteur, guitariste et animateur de télévision. Il commence sa carrière comme animateur de télévision en 1996, puis joue dans une émission de télé réalité, des séries télévisées et des telenovelas.

## Biographie
Mark Tacher est le frère de l'animateur de télévision Alan Tacher (en).

## Carrière
Il obtient un diplôme d'acteur à la fin de ses études au centre de formation « Centro de Formación Actoral » de TV Azteca au Mexique (1997-1999). De plus, il étudie la musique, la guitare, le chant et est DJ à l'Académie « G. Martell » au Mexique. Il se perfectionne en chant, plus particulièrement en « technique d'opéra » avec le professeur Lilí de Migueles au Mexique et avec le professeur Ramón Calzadilla en Colombie.
Des années plus tard, en 2005 et 2006, Mark perfectionne son jeu d'acteur et étudie les Técnicas de Perfeccionamiento Actoral, La Verdad sin Esfuerzo (les techniques de perfectionnement, la vérité sans effort) sous la direction du professeur Nelson Ortega au Venezuela.
Sa première apparition à la télévision est comme animateur de l'émission Nintendomanía (1996 - 1998). Puis il anime  Visión real (1998), Atrévete (1999) et Ciclón azteca (2003).
Il fait une grande carrière dans les telenovelas. Il joue deux mélodrames en Colombie La hija del Mariachi et Los protegidos et une au Venezuela Mujer con pantalones. La première telenovela de Televisa dans laquelle il joue est Verano de amor , produite par Pedro Damián en 2009.
Il prend part à Alma de hierro au côté de Zuria Vega. En 2010, il intègre l'équipe artistique de la telenovela Para volver a amar, produite par Roberto Gómez Fernández et Giselle González. En 2011, il se joint à l'équipe de la telenovela Triunfo del amor, aux côtés de Maite Perroni et William Levy.
Mark est aussi musicien et s'intègre en tant que guitariste dans le groupe de Rock Progresivo "Arvakur", auquel il participe durant 8 ans.

## Filmographie

### Telenovelas
- 1998 : Perla : Licenciado Alfredo
- 1998 : Tres veces Sofía : Juan Carlos Cifuentes
- 1999 : Háblame de amor : Leo Aguilar
- 2000 : Tío Alberto : Eduardo Soler Sotomayor
- 2001 : Lo que es el amor : Tadeo Márquez
- 2002 : Súbete a mi moto : José Izaguirre
- 2003 : Mirada de mujer, el regreso : Carlo Cardenas
- 2004-2005 : Mujer con pantalones : alvador Diego Vega Andonegui
- 2006-2008 : La hija del mariachi : Emiliano Sánchez Gallardo / Francisco Lara « El Príncipe de México »[2]
- 2008 : Los protegidos : Santiago Puerta
- 2009 : Verano de amor : Dante Guiterrez[3]
- 2009 : Alma de hierro : Gael Ferrer
- 2010-2011 : Para volver a amar : Jorge Casso
- 2011 : Triunfo del amor : Alonso Bernal
- 2012 : Abismo de pasión : Gael Arango
- 2013-2014 : Qué pobres tan ricos : Don Alejo Ruizpalacios
- 2015 : Que te perdone Dios : Dr. Mateo Fuentes
- 2017 : El Bienamado : Leónardo Serrano
- 2017-2018 : Papá a toda madre : Fabián Carvajal Murillo
- 2019 : "La Reina del Sur" : Alejandro Alcala

### Séries télévisées
- 2008 : Los protegidos : Santiago
- 2010 : Mujeres Asesinas : « Las Blanco, viudas » Vicente

### Émissions de télévision
- 1996 : Nintendomanía : animateur
- 1996 : La voz... México : animateur

### Films
- 2013 : Angel de mar
- 2013 : Que le dijiste a Dios?

## Nominations et récompenses

### Premios TVyNovelas (Colombie)
| Année | Catégorie                    | Telenovela           | Résultat |
| ----- | ---------------------------- | -------------------- | -------- |
| 2007  | Meilleur acteur protagoniste | La hija del mariachi | Nommé    |

### Premios TVyNovelas (Mexique)
| Année | Catégorie                  | Telenovela       | Résultat |
| ----- | -------------------------- | ---------------- | -------- |
| 2012  | Meilleur acteur co-vedette | Triunfo del amor | Nommé    |

### Premios People en Español
| Année | Catégorie                               | Telenovela         | Résultat |
| ----- | --------------------------------------- | ------------------ | -------- |
| 2011  | Meilleur acteur dans un rôle secondaire | Para volver a amar | Gagnant  |

### Autres récompenses
- Las Palmas de Oro du Círculo Nacional de Periodistas (CINPE), comme Meilleur acteur de 2002.
- Premio Mara de Oro comme Meilleur acteur pour sa participation dans la telenovela Mujer con pantalones / Venezuela, 2005.
- Premio a lo Mejor de Venezuela / Venezuela, 2005.